# 곡성 태안사 청동 대바라
곡성 태안사 청동 대바라(谷城 泰安寺 靑銅 大鈸鑼)는 전라남도 곡성군 죽곡면, 태안사에 있는 조선시대의 불교 공예품이다. 1988년 6월 16일 대한민국의 보물 제956호로 지정되었다.

## 같이 보기
- 태안사

## 참고 자료
- 곡성 태안사 청동 대바라 - 국가유산청 국가유산포털